# Заєць Андрій Михайлович
Андрі́й Миха́йлович За́єць (нар. 13 липня 1988 — 23 липня 2015) — солдат Збройних сил України, учасник російсько-української війни.

## Життєпис
Народився 1988 року в селі Доросині Волинської області, мешкав у місті Луцьк.
У часі війни — солдат, стрілець 3-ї роти механізованого батальйону, 128-ма гірсько-піхотна бригада. Майже рік захищав Батьківщину в зоні бойових дій, у серпні мав демобілізуватися.
Уночі проти 24 липня 2015-го загинув поблизу Станиці Луганської — зазнав осколкового поранення під час обстрілу селища, який вчинили терористи із засідки, в часі прямування для отримання продуктів біля села Сизе.
Похований у селі Доросині Рожищенського району.
Без сина лишилася мама.

## Нагороди та вшанування
За особисту мужність, сумлінне та бездоганне служіння Українському народові, зразкове виконання військового обов'язку відзначений — нагороджений
- орденом «За мужність» ІІІ ступеня (1.3.2016, посмертно)[1]